# Roy Wood
Roy Adrian Wood, född 8 november 1946 i Birmingham, West Midlands, är en brittisk låtskrivare och rockmusiker (gitarrist och multiinstrumentalist).
Efter att ha spelat i en handfull lokala band i Birmingham bildade Wood 1965 The Move som fick en rad Topp 10-hits under 60-talets andra hälft, till exempel "Flowers in the Rain" (1967) och "Blackberry Way". På singlarna gjorde bandet kommersiell  Beatles-influerad pop, men på albumen gick man mot en mer experimentell stil, vilket märks på bland annat Shazam (1970). 
Efter en rad medlemsbyten bestod gruppen 1971 av Wood, Jeff Lynne och Bev Bevan. Samtidigt som de släppte skivor under namnet The Move gav man ut ett självbetitlat album under namnet Electric Light Orchestra där man försökte blanda rock med klassisk musik. Electric Light Orchestra blev ett av 70-talets mest framgångsrika band, men redan efter det första albumet hoppade Wood av för att starta glamrockbandet Wizzard.
Wizzard gjorde ett antal välsnickrade singlar inspirerade av Phil Spector, till exempel "See My Baby Jive" och "I Wish It Could Be Christmas Everyday" (båda 1973), men en stor del av gruppens produktion framstår i efterhand som ganska slarvigt ihopkommen. Detsamma gäller Woods soloalbum Boulders (1973) och Mustard (1975) som bitvis håller hög kvalitet, bitvis ägnas de åt pastischer och mindre lyckade musikaliska skämt.
Wood är fortfarande verksam, men hans mest minnesvärda inspelningar gjordes 1966–1975, med The Move, Electric Light Orchestra och Wizzard eller som soloartist.

## Diskografi
Album med The Move
- Move
- 1970 – Shazam
- 1970 – Looking On
- 1971 – Message From the Country

Med Bo Diddley
- 1972 – The London Sessions (Wood spelade basgitarr)

Album med Electric Light Orchestra
- 1971 – The Electric Light Orchestra
- 1973 – ELO 2

Album med Wizzard
- 1973 – Wizzard Brew
- 1974 – Introducing Eddy and the Falcons

Soloalbum
- 1973 – Boulders
- 1975 – Mustard
- 1979 – On the Road Again
- 1987 – Starting Up

Album med Wizzo Band
- 1977 – Super Active Wizzo
- 2000 – Main Street (som "Roy Wood & Wizzard")